# Leo Väisänen
Leo Väisänen (ur. 23 lipca 1997 w Helsinkach) – fiński piłkarz grający na pozycji obrońcy w Austin FC.

## Kariera klubowa
Wychowanek Käpylän Pallo, w 2015 trafił do HJK, gdzie początkowo grał w zespole rezerw, a w pierwszej drużynie zadebiutował 14 kwietnia 2016 w zremisowanym 2:2 spotkaniu z Rovaniemen Palloseura. W sierpniu 2016 został wypożyczony do końca sezonu do PK-35. W listopadzie 2016 podpisał dwuletni kontrakt z Rovaniemen Palloseura. W sierpniu 2018 podpisał trzyletni kontrakt z FC Den Bosch.

## Kariera reprezentacyjna
Młodzieżowy reprezentant Finlandii. W seniorskiej kadrze zadebiutował 11 czerwca 2019 w wygranym 2:0 meczu z Liechtensteinem.

## Życie osobiste
Jest synem Anny-Liisy Tilus, Miss Finlandii z 1984 roku i Anttiego Väisänena. Jego starszy brat Sauli również jest reprezentantem Finlandii w piłce nożnej. Ma także starszą siostrę Iinę.